# 茶風林
茶風林（日语：／ Chafūrin，1961年12月4日—）是日本男性声優。大澤事務所所属。埼玉縣出身。以前曾用本名嶋澤弘隆（日语：／ Shimazao Hirotaka）活動，艺名取自卓别林的谐音。東洋大學畢業。

## 參與作品
※主要角色以粗體顯示

### 電視動畫
1987年
- 超能力魔美

1989年
- 大耳鼠（店主 等）
- 以柔克剛（鴨田 路人們 等）

1990年
- 麵包超人（球藻爺爺、澤庵和尚、怪鳥、颱風老爹）
- 櫻桃小丸子（永澤君男（永澤君）、西城秀治（秀爺）、永澤一雄（永澤君的父親）、內藤）
- 平成天才妙老爹（醉漢、管家）

1991年
- 金魚注意報（螃蟹、叔叔、警察局局長、會長、牙醫師 等）
- 21衛門（長老）
- 哆啦A夢 (大山羨代版)（寺野〈第1代〉、淺野內匠頭、指點前路手杖）
- 黑色推銷員（權藤）

1992年
- 蠟筆小新（團羅座也、蟬蟬星人、雷佛瑞、老爺爺、部下、社員B）
- 人小鬼大（大森竹男）
- 美味大挑戰（公司職員、顧客F、男性A、肉店的男性、酒吧的男性、秘書）
- 少年阿貝（日语：少年アシベ）（王先生、親戚）

1993年
- 疾風無敵銀堡壘（布坎文）
- 可愛巧虎島（巧虎之父（島野島太郎））

1994年
- 行運超人（身仁育三、三樣都有超人、改良世界超人）
- 魔法騎士（村民）

1995年
- 黃金勇者（鋼鐵勇者 艾班查、卡尼爾‧桑古洛斯）
- 忍空（阿健）
- 熱鬥小馬（多吉）

1996年
- 烏龍派出所（寺井洋一（第一代））
- 玩偶遊戲（想辦法校長、想辦法哥哥校長）
- 名偵探柯南（目暮十三、月影島居民）
- 浪客劍心（黑尉）
- 熱鬥小馬（道爾吉）

1997年
- 秀逗魔導士TRY（阿爾梅斯）
- 勇者王我王凱牙（腕原種）
- 中華一番！（老嚮導）
- 怪博士與機器娃娃（螃蟹怪獸）
- 夢之蠟筆王國（熊五郎）

1998年
- 時空偵探（麥特）
- 失落的宇宙（紅蓮翁）

1999年
- 麻辣教師GTO（面具男）

2000年
- 大嘴鳥（車掌）

2001年
- 星際牛仔（哈里森）
- 棋靈王（小販）

2003年
- 奇諾之旅（30男）
- 槍墓（鮑勃·邦德馬克斯）
- 怪醫黑傑克（亞波斯德）
- 植木的法則（監督）

2004年
- BLEACH（GRAND FISHER）
- 馳風競艇王（佩特羅）

2005年
- 植木的法則（院長）
- 幸運女神（恐怖大王）
- 地獄少女（江黑）(第13話)
- 哆啦A夢 (水田山葵版)（圓盤先生、加莫蘭、村長、伍長）

2006年
- 妖逆門（佞奴）
- 暮蟬悲鳴時（大石藏人）
- 怪醫黑傑克21（男性）
- 死亡筆記本（出目川仁）
- 童話槍手小紅帽（怪奇森林的老樹）
- 坦克王（雙重玫瑰）

2007年
- 銀魂（武市變平太）
- 惡魔獵人系列（執事）
- 地獄少女（江黑）
- 結界師（烏龍大人）
- 蒼天之拳（吳東來）
- 暮蟬悲鳴時解（大石藏人）

2008年
- Battle Spirits 少年突破馬神（艾略特）
- 鬼太郎（第5作）（吸血鬼丕）
- 墓場鬼太郎（嚮導）

2009年
- 香格里拉（蘿莉爺爺）
- 道子與哈金（屋主）

2011年
- 銀魂'（武市變平太、長老）

2012年
- 女神異聞錄4（魔女犬）

2013年
- 核爆末世錄（武者小路）

2014年
- WIZARD BARRISTERS～弁魔士賽希爾（鎌霧飛郎）
- 海螺小姐（磯野波平〈第2代〉、磯野海平〈第2代〉、磯野藻屑源素太皆〈第2代〉）
- 黑執事 Book of Circus（凱爾文男爵）
- 魔术快斗1412（目暮十三）

2015年
- 死亡遊行（スピナー）
- 银魂°（武市變平太）
- 無頭騎士異聞錄 DuRaRaRa!!×2 轉（矢霧清太郎）
- 核爆末世錄（武者小路）

2016年
- 昭和元祿落語心中（萬歲）
- 無頭騎士異聞錄DuRaRaRa!!×2 結（矢霧清太郎）
- 91Days（歐爾科）
- 名侦探柯南 章节''ONE'' 缩小的名侦探（目暮十三警官）

2017年
- 銀魂.（武市變平太）
- 來自深淵（ベレモール）

2018年
- POP TEAM EPIC（日暮警官）
- BASILISK～櫻花忍法帖～（蔦法悅）
- 刃牙 (第2作)（史佩克[2]）

2019年
- 深夜的超自然公務員（妙法山千仞坊）
- KING OF PRISM -Shiny Seven Stars-（五十嶋波助）
- 博多明太!麻辣子醬（腸鍋老爹）
- 超人高中生們即便在異世界也能從容生存！（愛德華多・馮・芬道夫）

2020年
- 鬼太郎（第6作）（手目）
- 放學後堤防日誌（校長）
- Asatir 未来的傳說故事（沙伊布）
- 彼得·格里爾的賢者時間（貝普·羅斯特波克）
- 暮蟬悲鳴時業（大石藏人）

2021年
- 半妖的夜叉姬（八卫门狸）(第20话)
- 暮蟬悲鳴時卒（大石藏人）
- 半妖的夜叉姬 貳之章（阿波的八衛門狸）

2022年
- 愛在征服世界後（大冰果博士）
- 朋友遊戲（瑪納布老師）
- 小書痴的下剋上：為了成為圖書管理員不擇手段！第三季（賓德瓦德伯爵）
- 聖劍傳說 Legend of Mana -The Teardrop Crystal-（樹妖）
- 名偵探柯南 犯人·犯澤先生（目暮十三）
- 後宮之烏（羽衣）

2023年
- 為了養老，我要在異世界存8萬枚金幣（尼爾松·亞德拉）
- 地獄樂（德川齊慶）
- 甜點轉生（神父）
- 殭屍100～在成為殭屍前要做的100件事～（社長）
- 小不點（爺[3]）
- BULLBUSTER（豬俁充）
- 我想成為影之強者！ 2nd season（卡達[4]）

2024年
- 勇氣爆發Bang Bravern（裴西米茲姆[5]）
- 魔王學院的不適任者 II ～史上最強的魔王始祖，轉生就讀子孫們的學校～（扎米拉·恩傑羅·蓋拉帝提）
- 異世界失格（托馬斯[6]）
- 噗妮露是可愛史萊姆（卡哇伊諾斯基）

2025年
- 紅戰士在異世界成了冒險者（畢達哥拉斯博士）
- 天久鷹央的推理病歷（桑田浩二郎）
- 噗妮露是可愛史萊姆 第2期（卡哇伊諾斯基）
- 和雨·和你（獸醫[7]）
- Silent Witch 沉默魔女的祕密（威廉·瑪克雷崗）
- 銀魂多重宇宙動畫「3年Z班銀八老師」（武市變平太[8]）

### OVA
1991年
- 機動戰士Gundam 0083:Stardust Memory（蒙夏中尉）

2016年
- 黑色五葉草（塔主）※試作版、第11卷漫畫附OAD

### 電影動畫
1994年
- 七龍珠Z 危險的二人!超級戰士難以安枕（祈祷師）
- 七龍珠Z 超級戰士撃破!!勝利的勇士是我（祈祷師）

1995年
- 蠟筆小新：雲黑齋的野心（團羅座衛門）

1997年
- 名偵探柯南  引爆摩天樓（目暮十三）

1998年
- 名偵探柯南  第十四號獵物（目暮十三）

1999年
- 名偵探柯南  世紀末的魔術師（目暮十三）

2000年
- 名偵探柯南  瞳孔中的暗殺者（目暮十三）

2001年
- 名偵探柯南  往天國的倒數計時（目暮十三）

2002年
- 名偵探柯南  貝克街的亡靈（目暮十三）

2003年
- 名偵探柯南  迷宮的十字路（目暮十三）

2004年
- 名偵探柯南  銀翼的奇術師（目暮十三）

2005年
- 名偵探柯南  水平線上的陰謀（目暮十三）

2006年
- 名偵探柯南  偵探們的鎮魂歌（目暮十三）

2007年
- 名偵探柯南  紺碧之棺（目暮十三）

2008年
- 名偵探柯南  戰慄的樂譜（目暮十三）

2009年
- 名偵探柯南  漆黑的追跡者（目暮十三）

2010年
- 銀魂劇場版 新譯紅櫻篇（武市變平太）
- 名偵探柯南  天空的劫難船（目暮十三）

2011年
- 名偵探柯南  沉默的15分鐘（目暮十三）

2012年
- 名偵探柯南  第11位前鋒（目暮十三）

2013年
- 名偵探柯南  絕海的偵探（目暮十三）
- 鲁邦三世VS名侦探柯南 THE MOVIE（目暮十三）

2014年
- 名偵探柯南  異次元的狙擊手（目暮十三）

2015年
- 櫻桃小丸子  來自義大利的少年（永澤）
- 名偵探柯南  業火的向日葵（目暮十三）

2016年
- 你的名字（勅使河原的爸爸）
- 名偵探柯南  純黑的惡夢（目暮十三）

2018年
- 名偵探柯南  零的執行人（目暮十三）

2019年
- 來自深淵 劇場版總集篇 前編：啟程的黎明（ベレモール）
- 城市獵人劇場版 新宿 PRIVATE EYES（教授）
- 生日幻境（波波）
- COLUBOCCORO（滿福）
- Santa Company ～聖誕節的秘密～（カラ）

2020年
- 蠟筆小新：激戰！塗鴉王國與差不多四勇者（団羅座也）

2021年
- 銀魂 THE FINAL（武市變平太）
- 名偵探柯南  緋色的彈丸（目暮十三）
- 神在月的孩子（事代主〈惠比壽天〉）

2022年
- 名偵探柯南：萬聖節的新娘（目暮十三）
- 航海王劇場版：紅髮歌姬（查爾羅斯聖）

2023年
- 金之國 水之國（畢里帕帕）
- 名偵探柯南：黑鐵的魚影（目暮十三）
- 沙漠大冒險（國王[9]）

### 遊戲
2013年
- 誓血龍騎士3（歐克塔）
- 阿修羅之怒（華仙）

2015年
- 女友伴身邊（惡指揮男）

2016年
- 阴阳师（惠比寿）
- 夢王國與沉睡中的100位王子殿下（謎之執事）

2017年
- 碧藍幻想（瑪魯基阿雷斯）
- Shadowverse（年邁的魔法師‧里維）

2023年
- Fate/Samurai Remnant（红玉之书）

### 廣播劇CD
- 小書痴的下剋上：為了成為圖書管理員不擇手段！ 廣播劇CD10（賓德瓦德[10]）

## 外部連結
- 大澤事務所公開簡歷 （页面存档备份，存于） （日語）
- 茶風林的官方個人部落格 （页面存档备份，存于） （日語）
- 茶風林的X（前Twitter） （日語）

1. ↑  . 日刊體育. 2014-02-10  [2019-12-04]. （原始内容存档于2019-12-04）.
2. ↑  . 電視動畫「刃牙」公式官網.   [2018-05-10]. （原始内容存档于2018-06-03） （日语）.
3. ↑  . Comic Natalie. 2023-09-08  [2023-09-08]. （原始内容存档于2023-09-25） （日语）.
4. ↑  . Comic Natalie. 2023-10-26  [2023-10-26]. （原始内容存档于2023-12-21） （日语）.
5. ↑  . Comic Natalie. 2024-03-01  [2024-03-01]. （原始内容存档于2024-03-08） （日语）.
6. ↑  . Comic Natalie. 2024-07-11  [2024-07-11]. （原始内容存档于2024-07-19） （日语）.
7. ↑  . Comic Natalie. 2025-03-17  [2025-03-17] （日语）.
8. ↑  . Comic Natalie. 2025-08-16  [2025-08-16] （日语）.
9. ↑  . Comic Natalie. 2023-06-06  [2023-06-06]. （原始内容存档于2023-06-12） （日语）.
10. ↑  . TOブックス.   [2023-12-06]. （原始内容存档于2023-09-25） （日语）.